# Sainte-Pôle
Sainte-Pôle település Franciaországban, Meurthe-et-Moselle megyében. Lakosainak száma 179 fő (2022. január 1.). Sainte-Pôle Ancerviller, Fenneviller, Montigny, Pexonne, Saint-Maurice-aux-Forges és Vacqueville községekkel határos.

## Népesség
A település népessége az elmúlt években az alábbi módon változott:
| Lakosok száma | 171  | 127  | 152  | 196  | 210  | 197  | 191  | 186  | 183  | 179  |
|               | 1968 | 1982 | 1990 | 2006 | 2013 | 2015 | 2017 | 2019 | 2020 | 2022 |